# Aston Martin Rapide
För den tidigare bilmodellen, se Lagonda Rapide.
Aston Martin Rapide är en fyradörrars högprestandabil från den brittiska biltillverkaren Aston Martin. Rapide släpptes ut på marknaden i mitten av 2010 och konkurrerar med Maserati Quattroporte och Mercedes CLS, tillsammans med Audi A7, Porsche Panamera och BMW Gran Turismo. Modellen presenterades först som en konceptbil på North American International Auto Show år 2006. Rapid är baserad på en sträckt Aston Martin DB9. Namnet Rapide är hämtat från Lagonda Rapide som tillverkades på 1960-talet. Aston Martin tillverkade Rapide hos Magna Steyr i Graz, Österrike de första två åren. Eftersom försäljningen aldrig nådde de uppsatta målen (2000 bilar per år) så förflyttades tillverkningen hem till England 2012. För närvarande bygger man runt 500 Rapide årligen.

## Externa länkar

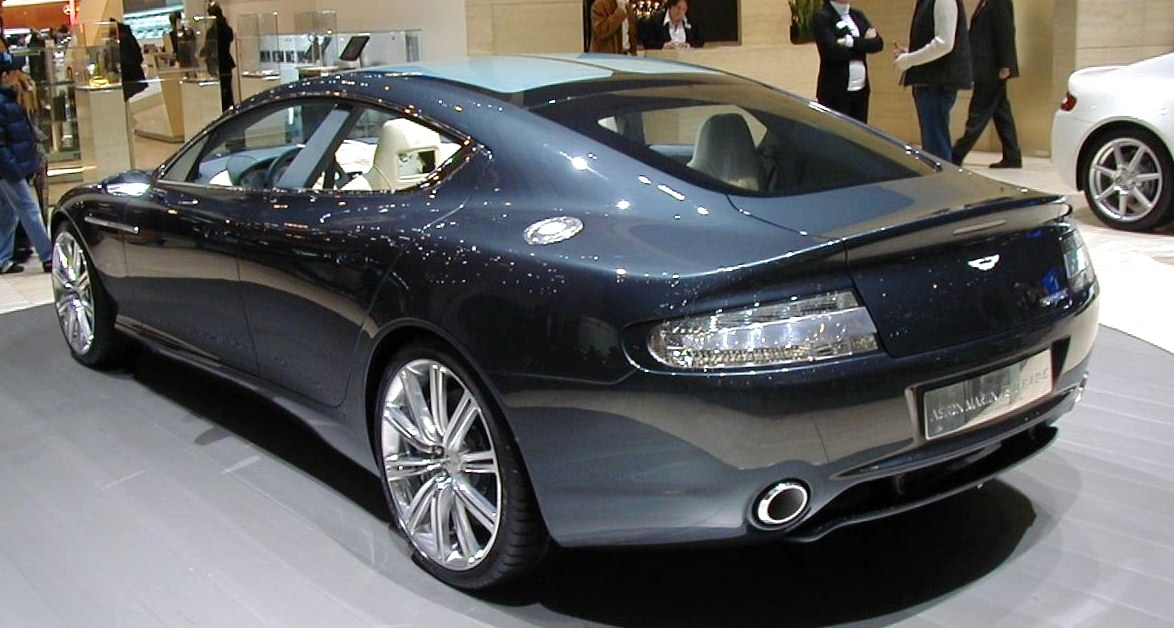
Aston Martin Rapide konceptbil sedd bakifrån